# Maria Teresa Horta
Maria Teresa Horta, född 20 maj 1937 i Lissabon, död 4 februari 2025 i Lissabon, var en portugisisk författare.
Horta debuterade som poet 1960 med diktsamlingen Espelho Inicial. Av hennes senare diktsamlingar kan nämnas Os anjos (1983) och Rosa sangrenta (1987). Hennes författarskap, som även innefattar prosa och dramatik, har ofta en stark feministisk prägel. År 1972 utgav hon, tillsammans med Maria Isabel Barreno och Maria Velho da Costa, boken Novas cartas portuguesas, vilken var ett skarpt angrepp på det portugisiska manssamhället. Skriften beslagtogs och "de tre Mariorna" åtalades, något som fick internationell uppmärksamhet.